# Collinsia hibernica
Collinsia hibernica är en spindelart som först beskrevs av Simon 1926.  Collinsia hibernica ingår i släktet collinsior, och familjen täckvävarspindlar.
Artens utbredningsområde är Frankrike. Inga underarter finns listade i Catalogue of Life.